# Bulbul de Xavier
El bulbul menut de Xavier (Phyllastrephus xavieri) és una espècie d'ocell de la família dels picnonòtids (Pycnonotidae). Es troba a Camerun, República Centreafricana, Congo, República Democràtica del Congo, Guinea Equatorial, Gabon i Nigèria, Tanzània i Uganda. Els seus hàbitats principals són els boscos tropicals i subtropicals de frondoses humits de les terres baixes i de l'estatge montà, així com els boscos de pantans. El seu estat de conservació es considera de risc mínim.
L'epítet específic xavieri fa referència a l'explorador i col·leccionista francopolonès Xavier Dybowski (fl. 1892).